# Wiązka Gaussa
Wiązka Gaussa – pojęcie używane w optyce do opisu propagacji światła, w którym łączy się metody optyki geometrycznej i falowej. Opisuje monochromatyczną falę elektromagnetyczną rozchodzącą się wzdłuż osi. Cechy wiązki określane są przez rozwiązanie równań Maxwella dla fali o stałej częstotliwości, czyli z równania Helmholtza, z przybliżeniem przyosiowym.
W przekroju poprzecznym wiązki natężenie pola elektrycznego ma rozkład zgodny z krzywą Gaussa (stąd nazwa wiązki) o zmieniających się parametrach wzdłuż osi propagacji. Wiązka zwęża się w przybliżeniu liniowo aż do najwęższego punktu, zwanego ogniskiem lub talią wiązki, a następnie rozszerza się, wykazując zgodność z przewidywaniami praw dyfrakcji. Wzdłuż osi propagacji intensywność przestrzenna wiązki jest zgodna z profilem Lorentza, maksimum natężenia pola elektrycznego znajduje się w punkcie talii. Dla wiązki o określonym kierunku propagacji i długości fali wiązka Gaussa jest całkowicie określona przez podanie położenia przewężenia i średnicy wiązki w nim.
Promieniowanie o rozkładzie gaussowskim szczególnie dobrze opisuje emisję światła wielu laserów (wskaźnik dyfrakcji), ale może być również wykorzystywane w wielu innych sytuacjach związanych rozchodzeniem się promieniowania elektromagnetycznego. Analiza wiązki jest szczególnie interesująca, ponieważ z analizy fali elektromagnetycznej poprzez dość proste metody obliczeniowe umożliwia prezentację wielkości optyki falowej takich jak faza fali czy dyfrakcja światła.

## Opis matematyczny
Osiowo symetryczną wiązkę Gaussa dla monochromatycznej fali, propagującą się w kierunku osi z, opisuje zależność na amplitudę pola elektrycznego. Rzeczywiste drgające pole elektryczne jest częścią rzeczywistą wyrażenia po przemnożeniu go przez czynnik zależności od czasu {\displaystyle \exp(-i2\pi ct/\lambda )}:
{\displaystyle E(r,z)=E_{0}\,{\frac {w_{0}}{w(z)}}\exp \left({\frac {-r^{2}}{w(z)^{2}}}\right)\exp \left(\!-i\left(kz+k{\frac {r^{2}}{2R(z)}}-\psi (z)\right)\!\right),}
gdzie:
- r – promieniowa odległość od osi wiązki,
- z – odległość osiowa od ogniska wiązki (lub „talii”),
- i – jednostka urojona,
- {\displaystyle k=2\pi n/\lambda } – liczba falowa, dla ośrodka o współczynniku załamania {\displaystyle n,} i długości fali {\displaystyle \lambda ,}
- {\displaystyle E_{0}=E(0,0)} – amplituda natężenia pola elektrycznego w punkcie początkowym {\displaystyle (r=0,z=0),}
- {\displaystyle w(z)} – promień wiązki, w którym amplituda pola elektrycznego spada do 1/e jego wartości na osi w płaszczyźnie {\displaystyle z} wzdłuż wiązki,
- {\displaystyle w_{0}=w(0)} – promień wiązki w przewężeniu (talii),
- {\displaystyle R(z)} – promień krzywizny frontów falowych wiązki w odległości {\displaystyle z,}
- {\displaystyle \psi (z)} – faza Gouy’a w {\displaystyle z,} dodatkowy składnik fazowy, poza tym który można przypisać prędkości fazowej światła.

W powyższym wzorze funkcja eksponencjalna z argumentem urojonym (druga) opisuje przestrzenne drganie fali, natomiast amplitudę opisuje funkcja eksponencjalna o argumencie rzeczywistym. Rozkład amplitudy w dowolnej płaszczyźnie z może być opisany funkcją Gaussa:
{\displaystyle |E(r,z)|=E_{0}{\frac {w_{0}}{w_{z}}}exp\left(-\left({\frac {r}{w_{z}}}\right)^{2}\right)=E_{max}exp\left(-\left({\frac {r}{w_{z}}}\right)^{2}\right).}
Natężenie promieniowania wyraża irradiancja określona wzorem:
{\displaystyle I(r,z)={\frac {|E(r,z)|^{2}}{2\eta }}=I_{0}\left({\frac {w_{0}}{w(z)}}\right)^{2}\exp \left({\frac {-2r^{2}}{w(z)^{2}}}\right).}

## Promień wiązki

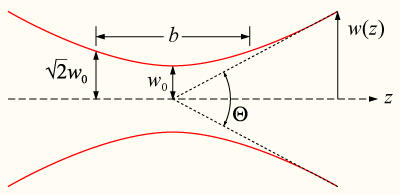

Za promień wiązki w przekroju prostopadłym do osi wiązki rozumie się promień okręgu utworzonego z punktów, w których amplituda pola elektrycznego jest mniejsza e razy od jej wartości na osi wiązki. W miejscu przewężenia wiązki średnica wiązki jest najmniejsza i jest oznaczana przez {\displaystyle w_{0}.} Promień wiązki opisuje zależność:
{\displaystyle w(z)=w_{0}\,{\sqrt {1+{\left({\frac {z}{z_{R}}}\right)}^{2}}},}
{\displaystyle z_{R}={\frac {\pi w_{0}^{2}}{\lambda }}.}
W odległości {\displaystyle (z_{R})} od przewężenia {\displaystyle (z=0)} natężenie wiązki jest równe:
{\displaystyle w(z_{R})=w_{0}\,{\sqrt {1+{\left({\frac {z_{R}}{z_{R}}}\right)}^{2}}}={\sqrt {2}}w_{0}.}
Parametr {\displaystyle z_{R}} nazywa się zakresem Rayleigha. Obszar po obu stronach przewężenia w odległości zakresu Rayleigha nazywany jest głębią ostrości lub parametrem konfokalnym wiązki. Dla wiązki rozchodzącej się w próżni głębia ostrości jest równa jest równa:
{\displaystyle b=2z_{R}={\frac {2\pi w_{0}^{2}}{\lambda }}.}
W odległości znacznie większej od głębi ostrości {\displaystyle (z\gg z_{R}),} promień wiązki jest proporcjonalny do odległości od przewężania i wynosi:
{\displaystyle w(z)=w_{0}{\frac {z}{z_{R}}}={\frac {z\lambda }{2\pi w_{0}}},}
{\displaystyle {\frac {\lambda }{2\pi w_{0}}}={\frac {w(z)}{z}}=\operatorname {tg} \theta ={\approx }\theta .}
Dla małych kątów wartość funkcji tangens jest równa jej argumentowi, stąd rozbieżność wiązki:
{\displaystyle \Theta =2\theta ={\frac {\lambda }{\pi w_{0}}}.}

## Faza fali
Faza fali w wiązce gaussowskiej opisana jest wyrażeniem:
{\displaystyle \varphi =kz+k{\frac {r^{2}}{2R(z)}}-\psi (z).}
Powierzchnia falowa określona przez składnik {\displaystyle kz} jest falą płaską, drugi składnik sprawia, że fronty falowe są sferyczne, a promień sfery jest równy:
{\displaystyle R(z)={\frac {z^{2}+z_{0}^{2}}{z}}=z\left(1+\left({\frac {z}{z_{0}}}\right)^{2}\right).}
Fala w centrum przewężenia jest płaska, co odpowiada, że promień jej frontu jest nieskończenie duży. Fala ma najmniejszy promień równy {\displaystyle 2z_{0}} dla {\displaystyle z=z_{0}.} W odległości od centrum znacznie większej od zakresu Rayleigha promień fali jest proporcjonalny do odległości od centrum, co oznacza, że wiązka Gaussa daleko od źródła jest falą sferyczną wychodzącą z przewężenia.
Trzeci składnik, zwany przesunięciem fazowym Guoya, jest równy:
{\displaystyle \psi (z)=\operatorname {arctg} {\frac {z}{z_{R}}}.}
Zwiększa on odległość między frontami falowymi w porównaniu z długością fali zdefiniowaną dla fali płaskiej o tej samej częstotliwości. Oznacza to również, że fronty fazowe muszą rozchodzić się nieco szybciej, co prowadzi do skutecznie zwiększonej prędkości fazy lokalnej.

## Właściwości wiązki
W charakterystycznych miejscach wiązka ma właściwości i może być przybliżona do:
W pobliżu centrum wiązki {\displaystyle |z|\ll z_{r}} i {\displaystyle r\ll w_{r}} zachodzi:
- natężenie światła w ma stałą wartość {\displaystyle I(0,z)\approx 1,}
- promień frontów falowych jest bardzo duży {\displaystyle R(z)\approx z_{0}/z,}
- przesunięcie fazowe Guoya jest niewielkie {\displaystyle \psi \approx 0.}

Wiązka taka może być przybliżona falą płaską.
W pobliżu odległości {\displaystyle z_{0}} od przewężenia:
- {\displaystyle w(z_{0})={\sqrt {2}}w_{0},} co skutkuje:
  - wiązka ma dwukrotnie większą powierzchnię,
  - natężenie światła jest połową natężenia w przewężeniu,
- opóźnienie fazowe w stosunku do fali płaskiej wynosi {\displaystyle \pi /4,}
- promień frontów fazowych (R) jest najmniejszy i wynosi {\displaystyle 2z_{0}.}

Wiązka może być przybliżeniem fali sferycznej o początku w miejscu {\displaystyle -\!z_{0}.}
Daleko od przewężenia {\displaystyle (z\gg z_{0}){:}}
- promień wiązki jest proporcjonalny do odległości od przewężania,
  - powierzchnia wiązki rośnie proporcjonalnie do kwadratu odległości,
  - natężenie światła w pobliżu osi wiązki zmniejsza się odwrotnie proporcjonalnie do powierzchni wiązki,
- promień frontów falowych rośnie proporcjonalnie do odległości,
- przesunięcie fazowe Guoya jest niemal stałe, dążąc do {\displaystyle \pi /2} w nieskończoności.

Wiązka taka może być przybliżona falą sferyczną o środku sfery w przewężeniu.

## Znaczenie wiązek Gaussa
Znaczenie wiązek Gaussa wynika ze specjalnych właściwości:
- Wiązka Gaussa ma gaussowski rozkład w każdym jej przekroju, zmienia się tylko promień wiązki.
- Wiązka gaussowska pozostaje gaussowska również po przejściu przez proste układy optyczne (np. idealne soczewki).
- Wiązka gaussowska to samospójny rozkład pola najniższego rzędu w rezonatorach optycznych pod warunkiem, że nie ma elementów powodujących zniekształcenia wiązki. Z tego powodu wiązki wyjściowe wielu laserów są gaussowskie.
- Światłowody jednomodowe mają zwykle profile wiązki zbliżone do gaussowskich, a w przypadkach innych profili, przybliżenie Gaussa jest popularne ze względu na stosunkowo proste obliczania propagacji wiązki.
- Istnieją tak zwane tryby wyższego rzędu, m.in. typu Hermite-Gauss. Mają one bardziej skomplikowane wzory pól i wymagają więcej parametrów do opisu wiązki.
- W przypadku rzeczywistych wiązek o niskiej jakości, można analizować je tak jakby były wiązkami gaussowskimi, przez wprowadzenie dodatkowych współczynników (M²).